# Chiesa di Sant'Antonio di Padova (Albino)
La chiesa parrocchiale di Sant'Antonio di Padova è il principale luogo di culto cattolico della frazione Fiobbio di Albino, in provincia di Bergamo, nonché luogo di venerazione della beata Pierina Morosini, le cui spoglie riposano all'interno dell'altare maggiore.

## Storia
Al termine del XIX secolo, il territorio registrò un forte incremento demografico passando da una popolazione di 512 abitanti nel 1889, a 1050 nel 1916, questo rese insufficiente la capienza della vecchia chiesa di Sant'Antonio risalente al 1680 circa. Il parroco Antonio Savoldi la definì infatti insufficiente ed indecorosa chiedendo quindi di costruirne una nuova.
Per la costruzione della nuova chiesa fu scelta la sommità di un promontorio collegato a sud al centro abitato e circondato da tre pendii: uno a est che discende ripido verso la via di accesso principale al paese, uno a nord che dirada dolcemente verso il torrente Lujo, e uno minore a ovest che formava un piccola valletta, successivamente colmata e trasformata in parcheggio. L'area, libera da costruzioni e destinata prevalentemente alle attività agricole e all'escavazione di pietre, fu donata alla parrocchia per l'edificazione della nuova chiesa. Il progetto fu affidato all'ingegnere bergamasco Camillo Galizzi.
La costruzione iniziò subito dopo il primo conflitto mondiale con la posa della prima pietra il 20 settembre 1919, consacrata dal vescovo Luigi Maria Marelli e si concluse nel 1924, sebbene i lavori fossero rimasti incompleti. La struttura risultava infatti priva degli ornamenti e dei dipinti previsti, così come del grande porticato progettato da Galizzi a completamento della facciata, il quale non venne mai realizzato a causa di restrizioni economiche. Il 27 settembre dello stesso anno, il vescovo Marelli consacrò la chiesa, mantenendo l'intitolazione della parrocchia a sant'Antonio di Padova. Gli interni della chiesa furono adornati successivamente alla consacrazione con decori e dipinti, nonché con alcuni degli arredi provenienti dalla dismissione della vecchia chiesa, tra questi: le cinque campane della ditta Pruneri datate 1906, l'altare laterale dedicato alla Beata Vergine del Rosario, il battistero e l'organo che fu installato nel suo alloggiamento sopra il presbiterio solo nel 1930 dopo un'accurata opera di restauro. 
Durante la seconda guerra mondiale, a seguito del Regio Decreto n° 505 del 23 aprile 1942, le due campane maggiori furono requisite e fuse per farne materiale bellico. Solo nel 1949 la torre campanaria fu nuovamente completata con due nuove campane di minor pregio rispetto alle precedenti.
Conseguente alla beatificazione di Pierina Morosini, nel 1987 il presbiterio fu modificato su progetto dell'architetto Vittorio Sonzogni con la posa di un nuovo altare. Vennero quindi eliminate le balaustre in marmo a confine del presbiterio, l'altare maggiore, i paramenti dei muri laterali e la cantoria in legno di noce risalente alla fine del XIX secolo.
Nel 1996 venne sostituita la vetrata del rosone centrale con una in stile Tiffany raffigurante sant'Antonio di Padova al centro, patrono della parrocchia, la beata Pierina Morosini a sinistra e il papa bergamasco Giovanni XXIII a destra. 
Nel 2003 l'intero edificio, compresa la torre campanaria, è stato oggetto di un intervento di pulitura e consolidamento delle facciate in pietra. 
Nel 2007 è stato inaugurato il museo dedicato alla beata Morosini progettato dall'architetto Edoardo Milesi con accesso sul lato destro del transetto. Nello stesso anno, per le celebrazioni del ventesimo anniversario della beatificazione e cinquantesimo dal martirio della beata, la chiesa ha custodito al suo interno le reliquie di Sant'Alessandro, patrono della diocesi di Bergamo. 
Il 27 settembre 2012, nel XXV anniversario della beatificazione di Pierina Morosini, la terza campana del concerto campanario (Sol), una Pruneri del 1906 ormai danneggiata da tempo, è stata sostituita con una nuova, fusa dalla ditta Allanconi di Crema. Sulla nuova campana trovano posto le effigi della beata, alla quale la campana è dedicata, di papa Giovanni XXIII e di Santa Maria Goretti, figura importante nella vita della Morosini. Sulla campana vi è posta la scritta: Confirma nos in fide (Confermaci nella fede) richiamo all'Anno della fede. È stata benedetta il 12 agosto 2012 da monsignor Arturo Bellini, direttore dell'Opera Barbarigo. La campana ha suonato per la prima volta la sera del 30 settembre 2012 alla presenza del vescovo di Bergamo Francesco Beschi. La vecchia campana Pruneri, che riporta la scritta in latino A fulgure et tempestate libera nos Domine, cioè Dal fulmine e dalla tempesta liberaci Signore, è conservata sotto il portico destro della chiesa, nelle vicinanze dell'ingresso laterale.
Il 21 gennaio 2024, il cardinale Angelo Bagnasco ha presieduto la messa solenne che ha inaugurato l'anno giubilare straordinario per celebrare il centenario della consacrazione della chiesa. In occasione dell’evento, Papa Francesco ha concesso il dono dell’indulgenza plenaria a quanti visitavano la chiesa parrocchiale in forma di pellegrinaggio, partecipando a momenti di preghiera, celebrazioni eucaristiche o atti di devozione valida per tutta la durata dell’anno giubilare.

## Descrizione

### Esterno
Lo stile generale della chiesa potrebbe essere descritto come Neoromanico con influenze gotiche. La rivisitazione dello stile romanico medievale era infatti popolare tra la fine del XIX e l'inizio del XX secolo. Le chiese neoromaniche tendevano a essere massicce e solide, con dettagli che ricordano l'architettura fortificata come archi a tutto sesto, muri in pietra spessi, campanili a torre e feritoie. L'uso di pietra e i riferimenti a elementi fortificati creano un legame simbolico tra la fede, la comunità e l'idea di protezione e stabilità spirituale. 
La chiesa, con la facciata rivolta a sud, è posta in alto rispetto al sagrato ed è raggiungibile da cinque gradini in masselli di beola levigata che conducono sul ripiano che percorre, su tre lati, la facciata stessa. Il sagrato, un tempo fiancheggiato in entrambi i lati da alti cipressi, sostituiti da aceri, la collega alla strada comunale.
La facciata, realizzata in pietrame a vista di Abbazia lavorato a punta, presenta un doppio ordine architettonico. Il primo, di dodici metri circa, inscrive alla base il portale d'ingresso con lunetta semicircolare superiore. In alto vi è un grande rosone posto in uno sfondato circolare più ampio con a fianco due nicchie alte e strette. Questa parte termina con un cornicione molto semplice avente la copertura in coppi canale divenendo baldacchino in corrispondenza del rosone centrale. Il secondo ordine è molto più breve e presenta tredici feritoie rettangolari, delle quali solo una passante, che alleggeriscono il complesso della struttura. I fianchi laterali, anch'essi suddivisi in due ordini a prosecuzione della facciata, presentano due porticati che ricoprono gli ingressi laterali. Essi raggiungono l'altezza del primo ordine formando un unico corpo con la struttura centrale. 
L'abside, rivolta a nord, si presenta come un volume allungato a pianta poligonale impostato su un semi-dodecagono avente cinque facce uguali. La costruzione è più bassa rispetto al volume della navata e divisa in due ordini sovrapposti: il primo, con fronti semplici, è scandito nella parta bassa da tre feritoie rettangolari che illuminano il deambulatorio e da quindici feritoie rettangolari più piccole sotto il primo sporto di gronda; il secondo ordine, più arretrato e breve, è scandito invece da nove finte monofore ad arco. I due lati più lunghi, che collegano l'abside all'aula, sono anch'essi divisi in due ordini sovrapposti e presentano, nel primo, due piccoli rosoni che illuminano l'interno del presbiterio e dodici feritoie sotto il primo sporto di gronda, mentre altre quattro finte monofore ad arco scandiscono il secondo ordine. 
Il campanile a torre scalare, addossato al fianco destro dell'edificio tra l'aula liturgica e l'abside, è anch'esso realizzato in pietra di Abbazia a vista ed è suddiviso in tre ordini sovrapposti che ne scandiscono la pianta. Il primo ordine, a pianta quadrata, si erge lineare fino a un'altezza di circa tre metri sopra la linea di colmo del tetto. Presenta feritoie e monofore ad arco sui tre lati liberi che danno luce al sistema di risalita interno. Il secondo ordine, a pianta poligonale, contiene la cella campanaria ed è caratterizzato da quattro aperture verticali ad arco sormontate da un cornicione. Il terzo ordine, formato dalla lanterna a pianta ottagonale, presenta lesene e finestre circolari sui quattro lati dominanti. La torre è completata da una cuspide conica ribassata a pianta ottagonale sempre in pietra e da una croce latina in ferro al vertice. 
La navata è coperta da un unico tetto a capanna, con falde a inclinazione simmetrica su entrambi i lati e sostenuto da capriate lignee. 

Nei lati a est e a ovest dell'abside sono addossati gli edifici della sagrestia e della casa del curato a sinistra, e la casa canonica e il museo della beata Pierina Morosini a destra, al quale si accede sia dall'esterno che dall'interno della chiesa. 

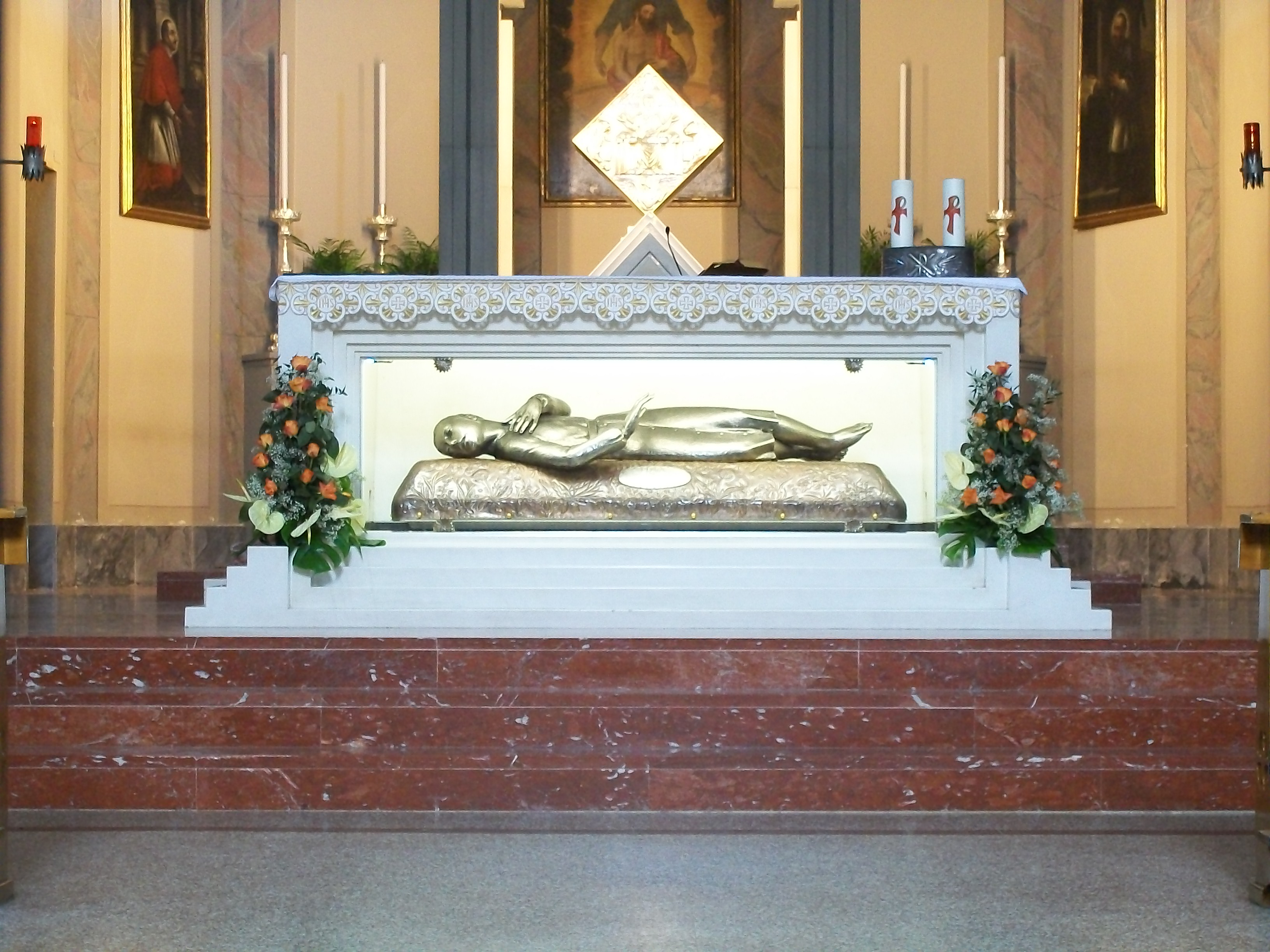
Altare maggiore, opera dell'architetto Vittorio Sonzogni con l'urna della beata Pierina Morosini

### Interno
Attraverso l'ingresso principale, seguito all'interno da una bussola in noce con lunetta superiore in vetro policromo, si perviene al vano della chiesa che presenta una sola navata. L'aula è suddivisa in tre campate da lesene in muratura che proseguono senza capitello e cornicione, trasformandosi in nervature su cui si impostano le volte a tutto sesto che coprono ciascuna campata. Nelle pareti laterali della prima e della terza campata, si aprono ampi archi che ospitano gli altari laterali dedicati al patrono Sant'Antonio di Padova e alla beata Pierina Morosini sul lato destro, e alla Beata Vergine del Rosario e alla Sacra Famiglia sul lato sinistro. Nella seconda campata, invece, si trovano aperture più piccole che accolgono gli ingressi laterali e i confessionali. In controfacciata, altre due aperture minori accolgono il battistero sulla sinistra e un confessionale ligneo sulla destra. L'intera navata è illuminata dal grande rosone presente sulla facciata e da altri sei minori posti su ogni campata laterale.
Il presbiterio, più stretto rispetto alla navata, è collegato all'aula da tre gradini in marmo rosso di Francia. L'altare si configura come un monolite in marmo bianco, scavato nella parte frontale a creare un vano che conserva l'urna in bronzo con le spoglie della beata. Al centro del presbiterio vi è un ampio seggio, anch'esso in marmo bianco, destinato al celebrante con a fianco quattro sedili lignei. Nella parte posteriore, un tabernacolo in metallo sbalzato è sovrastato da un moderno baldacchino in cemento a pianta quadrata. Sul lato destro dell'altare, un altro monolite in marmo bianco con scanalature verticali funge da ambone. Due porte in noce poste ai lati del presbiterio sono di accesso alla sagrestia, per la porta di sinistra e al museo dedicato alla beata, per la porta di destra.
L'abside, nella sua forma poligonale, si articola in due distinti ordini sovrapposti che conferiscono all'intero spazio un senso di verticalità. Il primo ordine è costituito da pareti lineari e cieche che creano una base robusta e massiccia. Sopra questo basamento lineare, si eleva il secondo ordine scandito da sei colonne a passo regolare con capitelli. Le colonne, unite tra loro da archi a tutto sesto, sorreggono il catino absidale che si innalza con volta continua e curva sopra il presbiterio. 
Poche sono le opere conservate nella chiesa: una Sacra famiglia posta sull'altare omonimo, opera di Carlo Francesco Nuvolone donata alla Chiesa nel 1924 e la statua di Cristo morto nell'altare laterale di fondo. La prima cappella a destra, preceduta da una balaustra, è intitolata alla beata Morosini e presenta un grande dipinto di Angelo Capelli che fu esposto in San Pietro nel giorno della beatificazione.